# 皮膚感覚
皮膚感覚（ひふ かんかく）とは、触覚（圧覚）、痛覚、温覚・冷覚など、主に皮膚の感覚点に存在する受容細胞によって受容され、体表面に生起すると知覚される感覚のことを指す。深部感覚などとあわせて体性感覚と呼ばれることが多い。

## 触覚

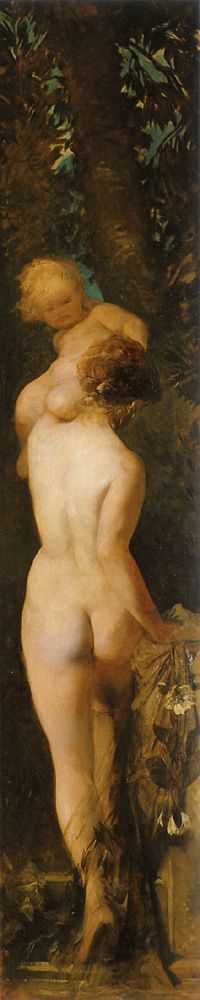
マカルト『五感』より『触覚』

### 神経学的機構

#### 受容細胞
触覚とは触れることで物体の形などを認識する能力。
触覚の生理的基盤としては、圧力の変化に対して応答する細胞が主たるものとして考えられている。圧力に反応する細胞には数種類あり、主に圧力がかかって反応し始めてから、順応して反応しなくなるまでの時間特性が異なる。順応が早い細胞では圧力がかかり続けている状態では反応しないため、圧力の変化や振動がある時にのみ反応する。逆に、順応が遅い細胞では持続的な圧力の存在に反応する。
- マイスナー小体
圧力に対し速やかに順応し、振動などによく反応する。主に表皮下層に分布する。
- パチニ小体
圧力に対し非常に速やかに順応し、振動などによく反応する。真皮下層や皮下組織に分布する。
- メルケル触盤
圧力に対し遅く順応し、持続的な皮膚への圧力によく反応する。主に表皮に分布する。
- ルフィニ終末
圧力に対し遅く順応し、持続的な皮膚の変形などによく反応する。主に真皮に分布する。
- 自由神経終末

### 触覚デバイス
人間が直接触れていない物体を触った感覚を、疑似的に伝える触覚デバイスが開発されており、仮想現実 (VR) システムなどに応用されている。

## 痛覚

### 神経学的機構
ヒスタミン

## 温覚・冷覚

### 神経学的機構
自由神経終末